# Rue Franklin (Montreuil)
Pour les articles homonymes, voir Rue Franklin.
La rue Franklin est un des axes du centre historique de Montreuil (Seine-Saint-Denis).

## Origine du nom

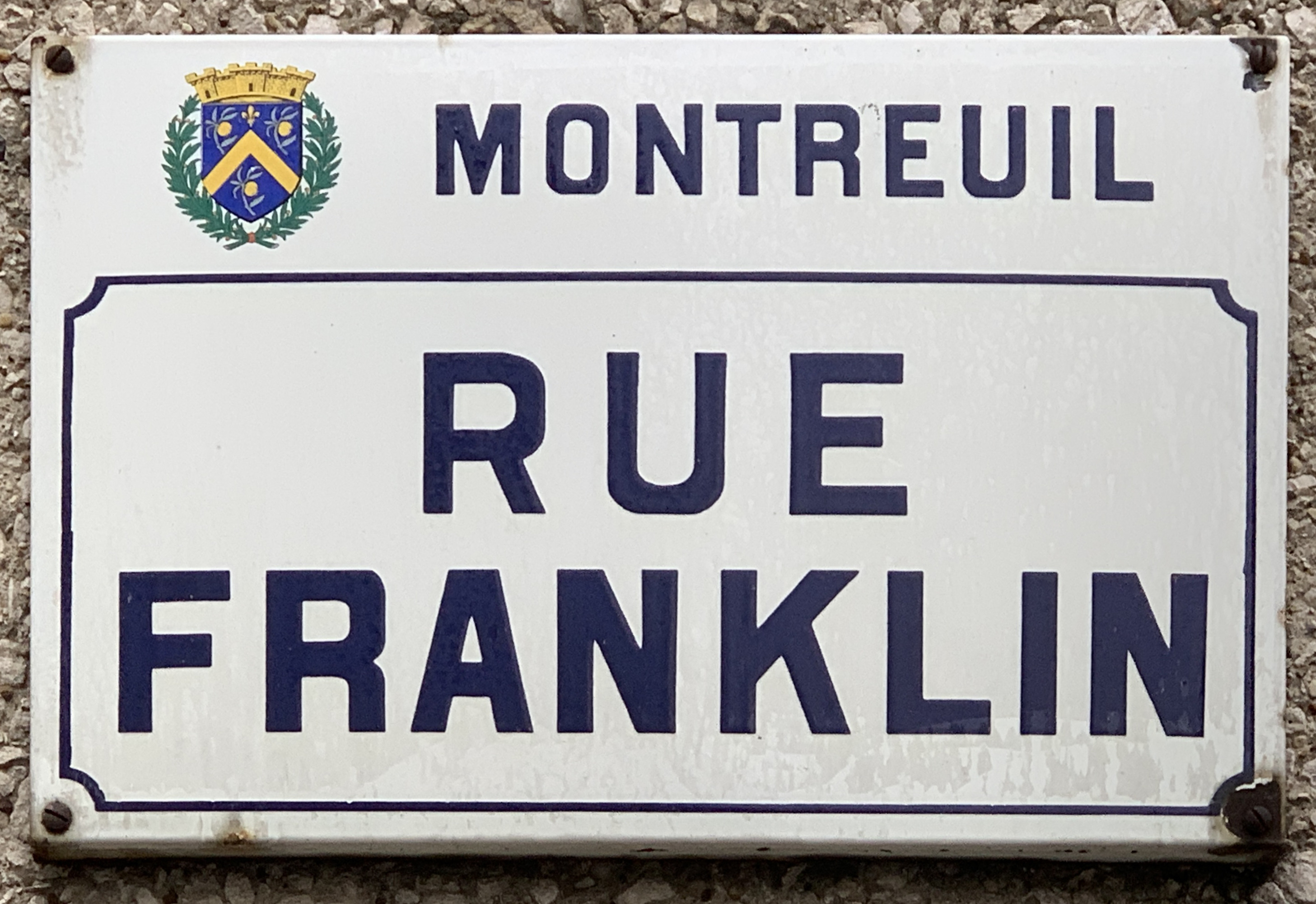
Plaque de la rue.

Initialement appelée rue aux Ours, elle prit ensuite le nom de rue Saint-Père.
Entre les années 1860 et les années 1930, cette voie est rebaptisée « rue Franklin » en hommage à Benjamin Franklin (1706-1790), journaliste, physicien et diplomate américain.

## Historique
Au Moyen Âge, l'église Saint-Pierre-Saint-Paul appartenait à la paroisse de Vincennes, d'où l'importance des déplacements vers cette ville.
Le premier nom de cette rue, « rue aux Ours », pourrait être à cet endroit dû à l'existence d'une famille paysanne nommée Aux Ours,. Quoi qu'il en soit, la « rue aux Ours » était le chemin qui menait au château de Vincennes.
En 1854, Jean-Étienne-Alexis Pesnon, habitant la commune, lui lègue à la commune un bâtiment « avec cour et jardin » situé au no 62 de la rue. Ce bâtiment deviendra une salle d’asile qui ouvre en 1862, puis une école maternelle qui fermera ses portes dans les années 1960. Elle est depuis utilisée pour les activités associatives de la ville.

## Bâtiments remarquables et lieux de mémoire

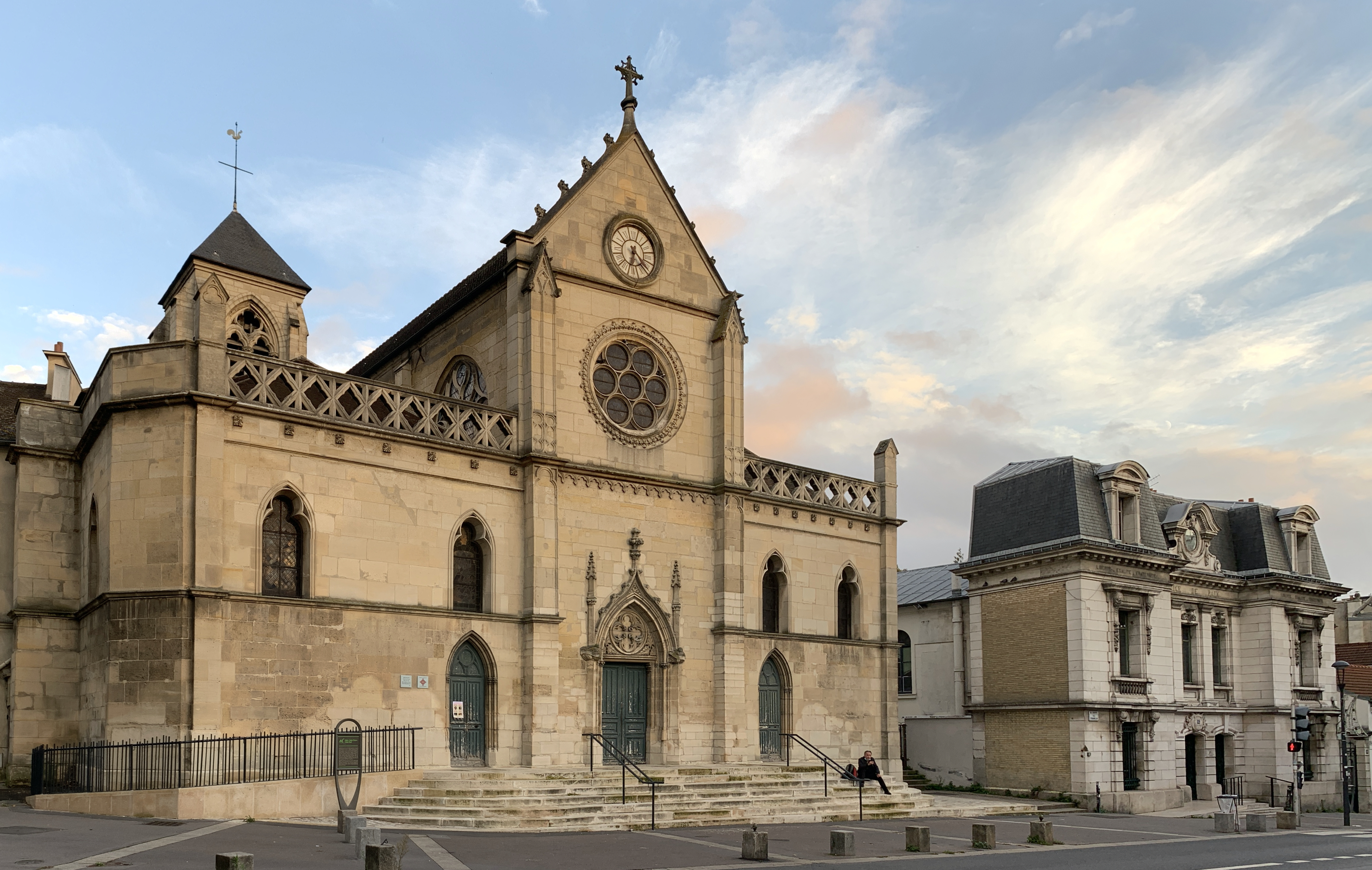
L'église et le Tribunal.

- Église Saint-Pierre-et-Saint-Paul de Montreuil.
- Nouveau théâtre de Montreuil.
- Tribunal d'Instance.
- Tour Cityscope.